# Ligne de tramway 5 (ELRT)
 (janvier 2022).
Pour les articles homonymes, voir Ligne 5.
La ligne 5 est une ancienne ligne de tramway de l'Électrique Lille Roubaix Tourcoing. Exploitée entre le 30 décembre 1926 et le 15 juillet 1956, la ligne reliait Lille à Marquette-lez-Lille par La Madeleine, elle faisait partie au même titre que les lignes du Grand Boulevard des lignes départementales de l'ELRT.

## Histoire
La ligne est mise en service en traction électrique le 30 décembre 1926 par l'Électrique Lille Roubaix Tourcoing. Elle relie Lille à Marquette par La Madeleine, le terminus de Lille est situé place du Théâtre en commun avec les lignes du Grand Boulevard, le terminus de Marquette est situé au pied du pont de l'Épinette. Le projet initial d'Alfred Mongy prévoit que la ligne aille jusqu'à Quesnoy-sur-Deûle, cependant la ligne ne sera jamais prolongée au-delà de son terminus marquettois.
En 1928, le terminus de la place du Théâtre à Lille est modifié, la voie sur la rue des Bons Enfants est supprimée et reportée rue des Arts, l'arrêt de la ligne 5 est déplacé un peu plus loin sur la rue Léon Trulin entre la rue des Bons Enfants et la rue des Arts.
En 1948, l'exploitation entre Lille et la place de la Boucherie à la Madeleine est renforcée par l'établissement d'un service partiel. Le 18 janvier 1954, le terminus de la ligne 2 Lille - Flers est déplacé de la gare à la place du Théâtre. L'exploitation des lignes 2 et 5 est jumelée.
À la suite de la création en 1956 d'un syndicat mixte des transports regroupant 18 villes dont Lille, ce dernier provoque un échange de lignes entre la Compagnie générale industrielle de transports (CGIT) et l'Électrique Lille Roubaix Tourcoing. Les lignes 2 et 5 de l'ELRT sont supprimées le 15 juillet 1956, leur exploitation est confiée à la CGIT qui les exploite par autobus sous l'indice K. La CGIT abandonne en échange l'exploitation du tronçon Mons-en-Barœul - Roubaix de la ligne de tramway F qui est cédé à l'ELRT et exploité par autobus sous l'indice 21.

## Infrastructure

### Voies et tracé
La voie à l'écartement métrique est tantôt établie en voie double tantôt en voie unique. La ligne présente la particularité sur la rue de Lille (du Général de Gaulle) entre la rue de Fives (Paul Doumer) et la rue de Marquette (du Président Georges Pompidou) d'être à 4 files de rails car étant en tronc commun avec les lignes J et K des TELB.

### Alimentation électrique
La captation d'énergie s'effectue à l'origine par ligne aérienne de contact et prise de courant par perche trolley. Celle-ci est par la suite adaptée pour la prise de courant par pantographe.

## Matériel roulant
À sa mise en service en 1924, la ligne est exploitée au moyen de motrices de type 10 (série 11-50). Ce type va constituer l'unique matériel en service sur la ligne jusqu'à sa suppression en 1956.
En 1924, ces motrices ont déjà été modernisées par le remplacement de la face avant. En 1934, 20 motrices sont rénovées dans le style des nouvelles motrices 600 de l'ELRT. 10 d'entre-elles sont constituées en 5 trains réversibles de 2 motrices chacun.

Par ailleurs à l'arrivée des motrices 500 en 1950, la ligne aérienne à Lille et sur les lignes du Grand Boulevard ayant été modifiée pour la prise de courant par pantographe, les motrices sont équipées d'un pantographe.

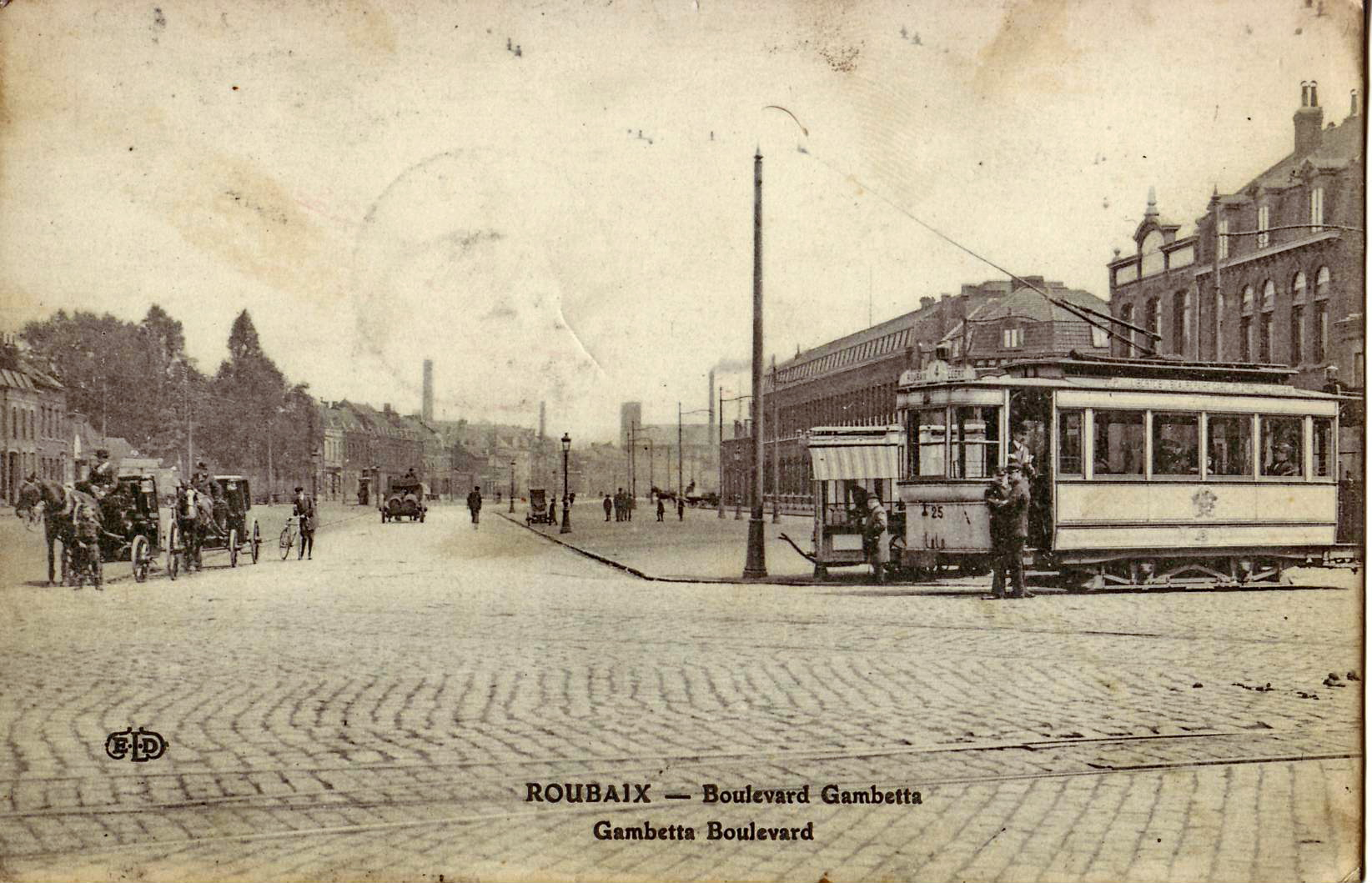
Motrice type 10 en état d'origine.
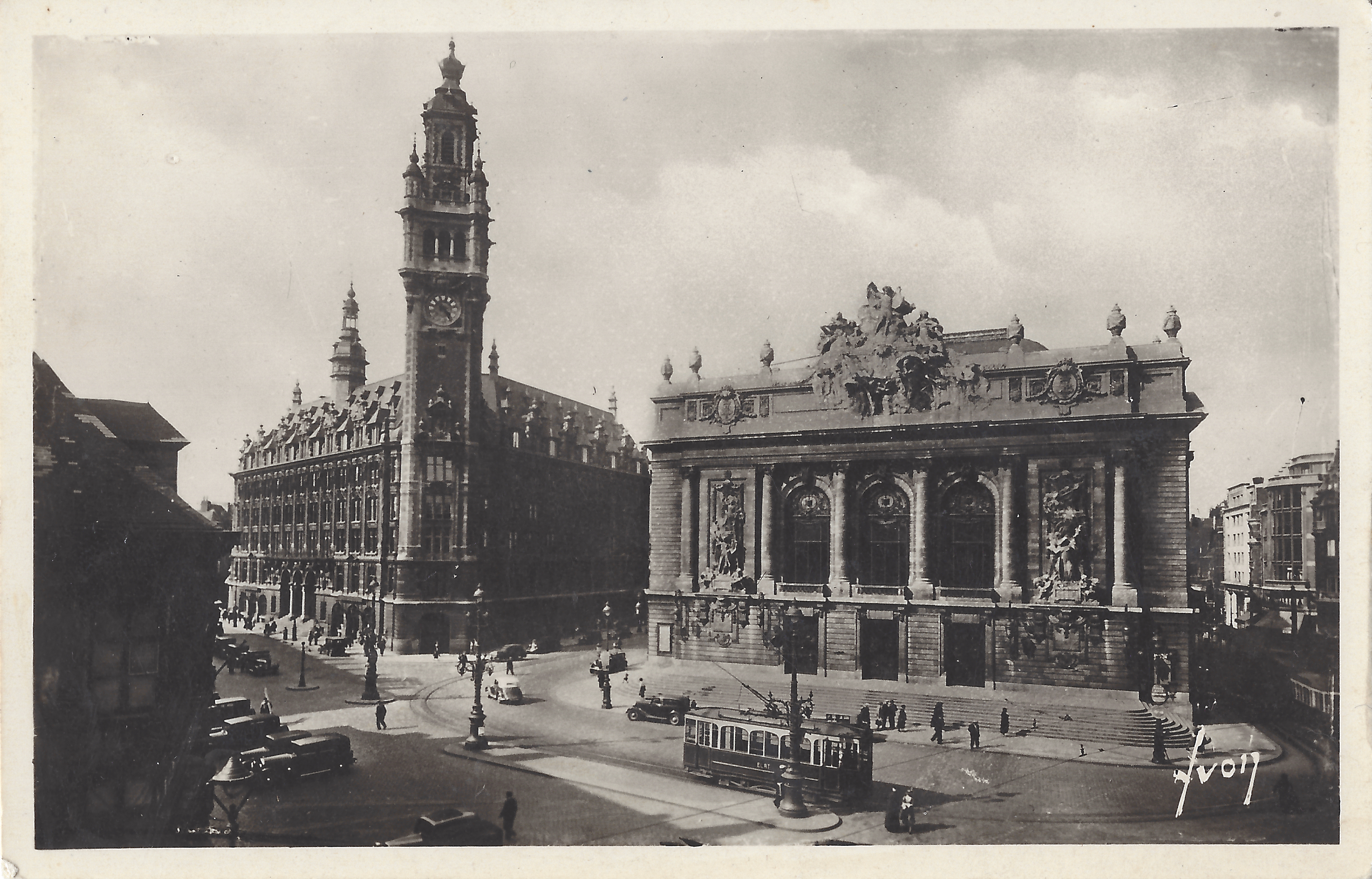
date inconnue Motrice type 10 modernisée (1934) sur la ligne 5 au terminus de la place du Théâtre.

Le remisage du matériel est effectué au dépôt de Marcq.

## Tarification

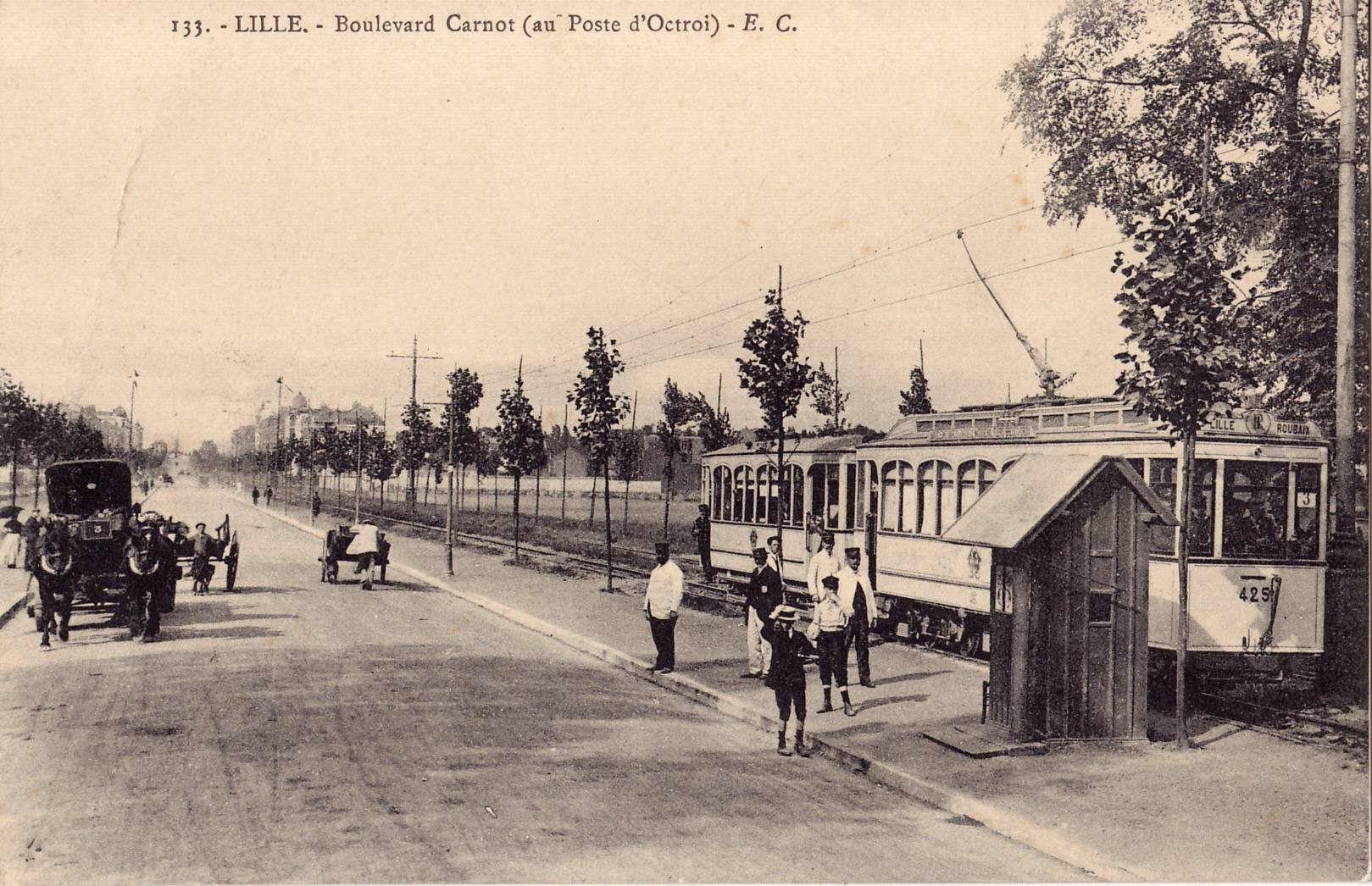
Vue du poste d'octroi situé boulevard Carnot.

La ligne est divisée en 4 sections, le prix payé par le client dépend du nombre de sections traversées. Ces sections sont :
1. Lille Place du Théâtre - Lille Octroi
2. Lille Octroi - La Madeleine Place de la Boucherie
3. La Madeleine Place de la Boucherie - Marquette Croix de l'Abbaye
4. Marquette Croix de l'Abbaye - Marquette Pont de l'Épinette